# 逆转录病毒天冬氨酰蛋白酶
逆转录病毒天冬氨酰蛋白酶（英语：Retroviral aspartyl protease或retropepsins）是来自逆转录病毒、反转录转座子和杆状DNA病毒（植物双链DNA病毒）的单域天冬氨酸蛋白酶。这些蛋白酶通常是较大的DNA聚合酶或群特异性抗原的一部分。逆转录病毒蛋白酶与双结构域真核天冬氨酸蛋白酶的单个结构域同源，例如胃蛋白酶、组织蛋白酶和肾素（Pfam PF00026；MEROPS A1）。胃蛋白酶是MEROPS A2，AA家族的成员。（所有已知的成员都是内肽酶）
逆转录病毒天冬氨酰蛋白酶仅作为蛋白二聚体具有活性，因为每个同源二聚体都对应于真核双叶酶的一半。这两部分各贡献一个催化性天冬氨酰残基。
逆转录病毒天冬氨酰蛋白酶作为DNA聚合酶多聚蛋白的一部分合成，该多聚蛋白包含天冬氨酰蛋白酶、逆转录酶、核糖核酸酶H和整合酶。DNA聚合酶多聚蛋白经过特定的酶促切割以产生成熟的蛋白质。
并非所有由DNA聚合酶产生的逆转录病毒天冬氨酰蛋白酶都是严格意义上的逆胃蛋白酶。来自泡沫逆转录病毒亚科的海绵蛋白酶的差异足以产生自己的家族，MEROPS A9。在AA家族中可以找到许多其他示例。

## 含有该结构域的人类蛋白质
- DDI1
- DDI2
- ERVK6